# Luis Méndez (organista)
Luis Méndez fou un organista que ocupà el magisteri de l’orgue de la Catedral de Girona fins al 1633, any en què es traslladà a La Seu d'Urgell. El 1630 formà part del primer tribunal per dotar el magisteri de cant de la catedral juntament amb Jaume Coll i Llorenç Cruell, tribunal que va donar la plaça a Tomàs Cirera.